# Bovary moderna
Bovary moderna (Vanity Fair) è un film del 1932 diretto da Chester M. Franklin: una delle numerose versioni cinematografiche del romanzo omonimo di William Thackeray.
Il ruolo di Becky Sharp è interpretato da Myrna Loy in uno dei suoi primi ruoli da protagonista. Accanto a lei Barbara Kent nella parte di Amelia.

## Trama
Ambientata in epoca contemporanea. la storia di Becky, una ragazza dai pochi mezzi, la quale, usando il suo fascino, cerca di farsi strada nella vita. Parallela alla sua, la storia di Amelia, ragazza dolce e sensibile, di famiglia ricca ma ormai rovinata. Il destino delle due amiche si incrocia ripetutamente.

## Produzione
Il titolo di lavorazione del film fu Vanity Fair of Today; i titoli di testa lo descrivono come A modern version of William Thackeray's Vanity Fair (una moderna versione di La fiera della vanità di William Thackeray).
La MGM - per motivi mai chiaramente spiegati -  imprestò Myrna Loy, una delle sue star emergenti, a una piccola casa di produzione come quella di Chester M. Franklin, per interpretare questa nuova versione in abiti moderni della storia di Becky Sharp. Myrna Loy, nei titoli, viene indicata come "concessa cortesemente"  dalla MGM.

## Distribuzione
Distribuito dalla Allied Pictures Corporation, uscì nelle sale statunitensi il 15 marzo 1932. In Italia, ottenne nel 1933 il visto di censura (approvato con riserva) numero 27731 e uscì distribuito dalla Allied Pict. con il titolo Bovary moderna e con quello alternativo di Quella che non perdona.
Ribattezzato Indecent, è uscito in DVD sul mercato statunitense.